# Geschichtsperspektive
Mit Geschichtsperspektive kann zweierlei gemeint sein: 
- zum einen die Perspektive, die durch die Geschichte eröffnet wird, also der Zielpunkt der Geschichte (vgl. Geschichtsbild, Geschichtsphilosophie),
- zum anderen aber die Perspektive, die Sicht, aus der Geschichte wahrgenommen wird.

In diesem Artikel geht es um  Geschichtsperspektive im zweiten Sinn. 

## Sichtweisen der Geschichte

### Allgemein
Man kann Geschichte aus der Perspektive der  Herrschenden und der Beherrschten sehen, aus der von Reich und Arm, von Einheimisch und Fremd, vom Innen einer Gruppe her oder vom Außen her, aus der Sicht der Männer oder der Frauen, der Mehrheit oder der Minderheit. Dabei kann es sehr fruchtbar sein, als heuristischen Ansatz eine einzelne Perspektive zu wählen, ein differenziertes Geschichtsbild muss aber multiperspektivisch sein (vgl. auch Geschichtsbewusstsein).

### Sinnstiftung vom Endpunkt aus
Ein anderer Aspekt der Geschichtsperspektive ist, dass Geschichtsschreibung Geschichte immer von ihrem Endpunkt her betrachtet (Der Versuch des Historismus, gemäß dem Wort Rankes „Jede Epoche ist unmittelbar zu Gott.“ Geschichte ganz aus ihrer Zeit zu verstehen, muss immer unvollkommen bleiben, weil wir das Wissen um den Fortgang der Geschichte nicht ausblenden können.). Daher muss Geschichte von jedem neuen Endpunkt her neu geschrieben werden, weil sie für jede neue Epoche einen anderen Sinn bekommt. Wichtige Einschnitte wie der Dreißigjährige Krieg, die Teilung Deutschlands, der Brand der Bibliothek von Alexandria oder der Bibliothek der Herzogin Anna Amalia bekommen ein anderes Gewicht, wenn man weiß, welche Veränderungen dadurch dauerhaft (über Jahrhunderte hin) und welche nur vergleichsweise kurzfristig bewirkt wurden. So wird auch die Einführung von Atomwaffen und die friedliche Nutzung der Kernenergie, vor und nach einem Atomkrieg oder einem Super-GAU, aber auch am Beginn einer Lagerzeit von Atommüll oder nach Millionen Jahren Lagerzeit unterschiedlich zu beurteilen sein. Jeder Sinn von Geschichte bleibt daher vorläufig und lässt sich nur für den jeweiligen Endpunkt, d. h. den Ausgangspunkt des Rückblicks, angeben. (Auch dabei gelten freilich wieder die unterschiedlichen Perspektiven der dann lebenden Menschen mit ihren Schichten, Ethnien, Geschlechtern usw.)

### Beispiele für Perspektivenbeschränkung

#### Eurozentrismus
Wenn in einem Schulbuch die Ereignisse der Französischen Revolution vollständig ausgeklammert werden und nur ihre Auswirkungen auf das Land, in dem das Schulbuch Verwendung findet, dargestellt werden oder wenn der Holocaust oder der Völkermord an den Armeniern als legitime Abwehrmaßnahme des deutschen bzw. des türkischen Volkes dargestellt werden, ist die perspektivische Verzerrung offensichtlich. 
Dagegen scheinen Epocheneinteilungen wie „Zeitalter der Entdeckungen“ oder Antike, Mittelalter und Neuzeit zunächst relativ unverdächtig. Der Eurozentrismus wird erst sichtbar, wenn man sich auf die Perspektive einer außereuropäischen Kultur einlässt.

#### Aufklärung
Geschichtswissenschaft im heutigen Sinne ist ein Ergebnis der Wissenschaftsentwicklung im 19. Jahrhundert, die trotz mancher Abgrenzung auf den Grundvorstellungen der Aufklärung beruht. Eine fundamentalistische Sicht der Geschichte erscheint daher genauso unangemessen wie die Vorstellung, dass die Geschichte seit der Jungsteinzeit ein Niedergang sei, weil sie mit der Kultivierung von Natur eine dauerhafte Zerstörung des zuvor bestehenden Naturbestandes mit sich brachte (vgl. Geschichtspolitik). Der Grundsatz der Multiperspektivität ist dabei aber nicht eingehalten. 